# Schokoladenwerke Becker
Die Schokoladenwerke Becker waren eine Schokoladenfabrik in Magdeburg im heutigen Sachsen-Anhalt. Teile der Fabrikanlage standen unter Denkmalschutz, sind jedoch nicht mehr erhalten.

## Lage
Die Fabrikanlage befand sich auf der Westseite der Rogätzer Straße im Magdeburger Stadtteil Alte Neustadt, an der Adresse Rogätzer Straße 61.

## Architektur und Geschichte
Die später denkmalgeschützten Werkstattgebäude des Unternehmens entstanden in der Zeit zwischen 1925 und 1930. Sie waren als schlichte Backsteinbauten ausgeführt, die jedoch architektonisch anspruchsvoll gestaltet waren. In sachlicher Funktionalität waren die Bauten lebhaft gestaffelt und zogen sich von der Straße in das Grundstück hinein. Zur Straße hin befand sich ein halbkreisförmig angelegtes, eingeschossiges Pförtnergebäude, an das sich ein turmartig ausgebildetes Treppenhaus anschloss. Die Fenster des Treppengebäudes waren zur Gebäudeecke hin bandartig ausgebildet. Bedeckt waren die Bauten von Flachdächern.
In den Jahren 1936/37 erfolgte ein Umbau, dabei wurde im oberen Stockwerk auch ein Kraft-durch-Freude-Saal eingerichtet, der 200 Personen Platz bot.
Im Denkmalverzeichnis für Magdeburg war die Fabrik unter der Erfassungsnummer 094 70954 als Baudenkmal verzeichnet.

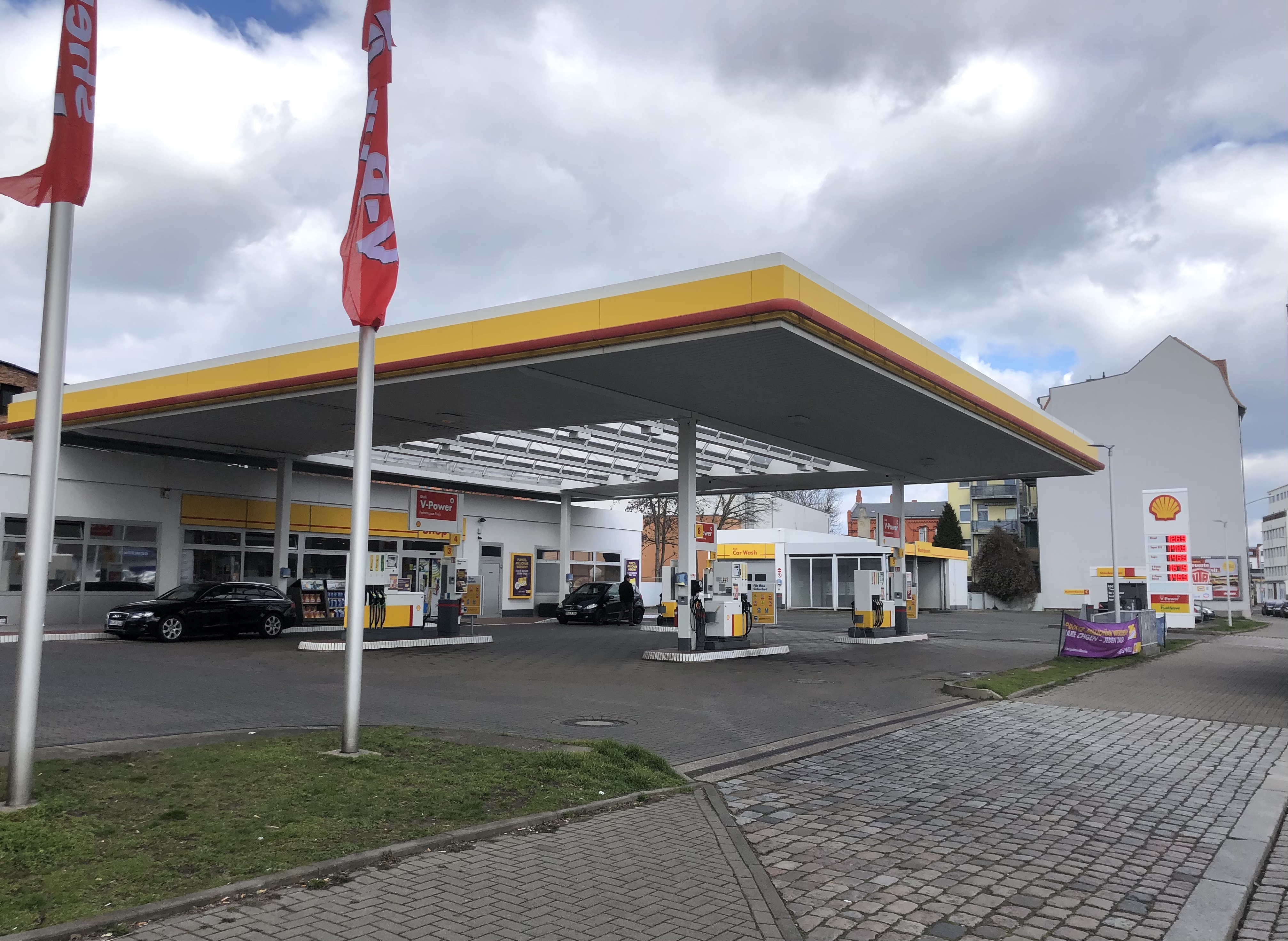
Tankstelle in der Rogätzer Straße 61 im Jahr 2021

Das Fabrikgebäude galt als wichtiges Zeugnis der Industrie- und Wirtschaftsgeschichte Magdeburgs aus der Zeit zwischen den Weltkriegen.
In den 2000er Jahren war der Komplex noch erhalten, aber bereits ungenutzt. 2015 noch als Denkmal geführt, war er 2020 bereits nicht mehr als Denkmal ausgewiesen. An der Adresse Rogätzer Straße 61 befindet sich heute (Stand 2021) eine Tankstelle.